# Sericochroa perilleus
Sericochroa perilleus är en fjärilsart som beskrevs av William Schaus 1892. Sericochroa perilleus ingår i släktet Sericochroa och familjen tandspinnare. Inga underarter finns listade i Catalogue of Life.